# Großsteingräber bei Jeebel
Die Großsteingräber bei Jeebel waren zwei mögliche megalithische Grabanlagen der jungsteinzeitlichen Tiefstichkeramikkultur bei Jeebel, einem Ortsteil von Salzwedel im Altmarkkreis Salzwedel, Sachsen-Anhalt. Beide wurden wohl spätestens im 19. Jahrhundert zerstört. Beschreibungen zu den Anlagen liegen nicht vor, ihre mögliche Existenz ist nur durch die Bezeichnungen „Steinberge“ und „Steinberg-Stücken“ auf einem historischen Messtischblatt belegt.